# Рики Харакава
Рики Харакава (јап. 原川 力; 18. август 1993) јапански је фудбалер.

## Каријера
Током каријере играо је за Кјото Санга, Ехиме, Кавасаки Фронтале и Саган Тосу.

## Репрезентација
Са репрезентацијом Јапана наступао је на олимпијским играма 2016.